# Варезе (баскетбольный клуб)
«Варе́зе» — итальянский баскетбольный клуб из одноименного города.

## История
Баскетбольная команда берёт своё начало в 1946 году, в городе Варезе, поначалу клуб выступал не очень сильно. Первый свой успех отпраздновал в 1961 году, выиграв чемпионат Италии, а в 1970 году выигрывает первый Кубок чемпионов, после чего ещё 4 раза выиграет главный турнир Европы, вообще принято считать 70-е годы годами «Варезе». Последним успехом команды были победы в национальном первенстве и суперкубке в 1999 году. На данный момент команда выступает в «Серии А».

## Спонсоры
- Шторм (1954—1956)
- Иньис (1956—1975)
- Мобилджирджи (1975—1978)
- Эмерсон (1978—1980)
- Турисанда (1980—1981)
- Каджива (1981—1983)
- Стар (1983—1984)
- Кио Крем (1984—1985)
- Диварезе (1985—1989)
- Рэйнджер (1989—1992)
- Каджива (1992—1997)
- нет спонсора (1997—1999)
- Ростерс (1999—2001)
- Метис (2001—2004)
- Касти Групп (2004—2005)
- Вирпул (2005—2007)
- Кимберио (2007—2014)
- ОпенджобМетис (2014—н. в.)

## Титулы
Чемпион Италии (10 раз): 1961, 1964, 1969, 1970, 1971, 1973, 1974, 1977, 1978, 1999
Кубок чемпионов (5 раз): 1970, 1972, 1973, 1975, 1976. Финалист (5 раз): 1971, 1974, 1977, 1978, 1979
Кубок Кубков (2 раза): 1967, 1980
Кубок Италии (4 раза): 1969, 1970, 1971, 1973
Межконтинентальный Кубок (3 раза): 1966, 1970, 1973
Суперкубок Италии (1 раз): 1999

## Знаменитые игроки
- Джакомо «Джек» Галанда
- Дино Менегин
- Стефано Рускони
- Ромео Саккетти
- Энтони Боуи
- Тим Бассетт
- Кевин Маги
- Расти Ларю
- Леон Вуд
- Реджи Теус
- Габриэль Фернандес
- Луис Скола
- Арьян Комазец
- Сани Бечирович
- Павел Подкользин
- Мануэль Рага
- Никола Лончар
- Федон Маттеу
- Дидье Илунга-Мбенга

## Эмблема

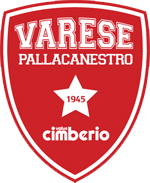
Эмблема Cimberio Varese (2010–14)
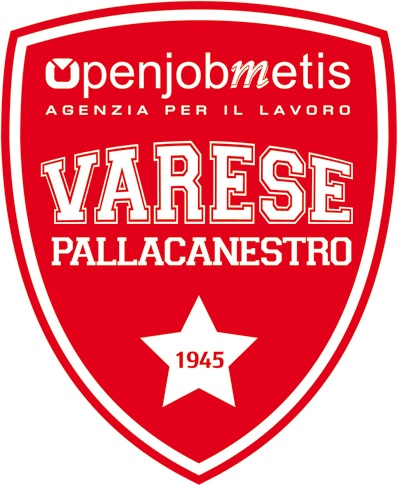
Эмблема Openjobmetis Varese (2014–н.в.)